# 솔라시드 에어
솔라시드 에어(영어: Solaseed Air, 일본어: ソラシド エア)은 1997년에 생긴 일본의 항공사로 이전 명칭은 스카이넷 아시아 항공(영어: Skynet Asia Airlines, 일본어: スカイネットアジア航空株式会社)이다.

## 보유 기종[3]
- 2020년 8월 기준으로 솔라시드 항공은 다음과 같이 보유하고 있다.

### 퇴역 기종
- 보잉 737-400